# San José (metropolitana di Buenos Aires)
San José è una stazione della linea E della metropolitana di Buenos Aires. Si trova sotto l'intersezione di avenida San Juan e calle San José, nel barrio di Constitución.
La stazione è stata proclamata monumento storico nazionale il 16 maggio 1997.

## Storia
La stazione fu inaugurata il 26 aprile 1966, quando fu attivato il segmento San José-Bolívar. 

## Interscambi
Nelle vicinanze della stazione effettuano fermata diverse linee di autobus urbani ed interurbani.
- Fermata autobus

## Servizi
La stazione dispone di:
- Biglietteria a sportello
- Biglietteria automatica